# Tunnel van rue d'Ensival
De tunnel van rue d'Ensival is een spoortunnel in de gemeente Herve. De tunnel heeft een lengte van 264 meter. De dubbelsporige HSL 3 gaat door de tunnel.
De tunnel werd aangelegd volgens het cut & cover-principe om de hogesnelheidslijn maximaal te integreren in het landschap en de hoogteverschillen op de lijn beperkt te houden.
De tunnel werd genoemd naar de bovenliggende Rue d'Ensival.